# Sorin Sorin
Sorin Sorin (n. 29 noiembrie 1966, Chișinău, Republica Moldova) este un artist plastic din Republica Moldova.

## Formarea
- 1978-1982 - Școala de Arte Plastice pentru copii A.V.Șciusev, prof. Berova Lidia Leonidovna, Chișinău, Rep. Moldova
- 1982-1986 - Colegiul Republican de Arte Plastice Ilia Repin,  Chișinău, Rep. Moldova, prof. Baskov V., Gutu P. N.
- 1989-1999 - Pictor-scenograf, Teleradio Moldova
- 2005 - Membru al Asociației Pictorilor Ruși din Republica Moldova M-Art
- 2009 - Membru al Asociației Internaționale a Artiștilor Plastici Profesioniști în cadrul UNESCO  Arhivat în 6 noiembrie 2009, la Wayback Machine.

## Expoziții solo
- 1999 - Straja Luminii, Casa Naționalitătilor, Chișinău, Republica Moldova
- 2003, 2004, 2005 - Patrick and Wendell Fine Art, Lahaina, Hawaii, USA
- 2003 - Gold Dragon Gallery, 3508 South Manhattan Avenue, Tampa, Florida 33629
- 2003, 2004, 2005, 2006, 2007 - Coast Gallery, 540 S Coast Hwy #100 CA 92651 Laguna Beach, USA  Arhivat în 6 aprilie 2009, la Wayback Machine.
- 2005, 2007 - Soho Fine Art - Las Vegas, NV USA

## Expoziții grup
- 2005 - Pace Ție Plai Moldav. Biblioteca M. Lomonosov, Chișinău
- 2005 - Pace Ție Plai Moldav. Expoziția I în Parlamentul Republicii Moldova
- 2005 - Zilele Scrisului și Culturii Slave din Republica Moldova. Casa Naționalitaților, Chișinău
- 2005 - Creanga Rusă al Arborelui Creativității din Moldova. Centrul Expozițional Constantin Brâncuși, Chișinău
- 2005 - Expozitia de vară (II) în Parlamentul Republicii Moldova
- 2005 - Casa Naționalitaților, Chișinău
- 2005 - Salonul de Iarnă. Expoziția în biblioteca M. Lomonosov, Chișinău
- 2005 - Expozitia III în Parlamentul Republicii Moldova
- 2006 - Ziua Birunței în cel de al doilea Razboi Mondial. Expoziția VI în Parlamentul Republicii Moldova
- 2006 - Studii de primăvară, Casa Naționalitaților, Chișinău
- 2005 - Primavară. Expoziția V în Parlamentul Republicii Moldova
- 2006 - De Ziua Russiei. Biblioteca M. Lomonosov, Chișinău
- 2006 - Motive Slavone - 2006, Casa Naționalitaților, Chișinău
- 2006 - Creanga rusă al arborelui creativitații din Moldova II, Centrul Expozițional Constantin Brâncuși, Chișinău
- 2006 - Zilele Scrisului și Culturii Slave din Republica Moldova. Centrul Expozițional Constantin Brâncuși, Chișinău
- 2006 - Ecologia, Expoziția VI în Parlamentul Republicii Moldova
- 2006 - Festivalul Etnic. Casa Naționalitatilor, Chișinău
- 2006 - Ziua Independenței. Expoziția VII în Parlamentul Republicii Moldova
- 2007 - Primăvara, Renașterea Naturii. Ambasada Rusiei în Republica Moldova
- 2007 - Expoziția consacrată comunei și primăverii. Expozitia VIII în Parlamentul Republicii Moldova
- 2007 - Expoziția de vară. Biblioteca M. Lomonosov, Chișinău
- 2007 - Motive Slavone, Casa Naționalitatilor, Chișinău
- 2007 - Expo Telecom 07, Organizator: Moldtelecom, s. Ivancea, raionul Orhei
- 2007 - Creanga Rusă al arborelui creativității din Moldova III, Centrul Expozițional Constantin Brâncuși, Chișinău
- 2007 - Expoziția IX în Parlamentul Republicii Moldova
- 2007 - Saloanele Moldovei, ediția a XVII-a, 2007, Centrul Expozițional Constantin Brâncuși, Chișinău
- 2007 - Expoziție de toamna, Biblioteca M. Lomonosov, Chișinău
- 2008 - Omagiu Eminescian, Centrul Expozițional Constantin Brâncuși, Chișinău
- 2008 - Expoziția X în Parlamentul Republicii Moldova
- 2008 - Expo Telecom 08, Organizator: Moldtelecom, s. Ivancea, raionul Orhei
- 2008 - Tighina 600 ani, Galeria A. Losev, Tighina, Transnistria  Arhivat în 15 octombrie 2008, la Wayback Machine.
- 2008 - Creanga Rusă al arborelui creativității din Moldova IV. Centrul Expozițional Constantin Brâncuși, Chișinău
- 2008 - Expoziția de vară. Biblioteca M. Lomonosov, Chișinău
- 2009 - Expoziție consacrată zilei 175 ani de la nașterea celebrului chimist rus Dimitri Mendeleev. Academia de Științe a Moldovei, Asociația M-Art

## Expoziții internaționale
- 2005 - Sargents Fine Art - Lahaina, Hawaii USA Group show 2005
- 2005 - C&C Fine Art - Dallas Texas Group Show 2005  Arhivat în 18 martie 2009, la Wayback Machine.
- 2008 - Art Expo 2008 New York, Jacob K. Javits Convention Center, New York  Arhivat în 26 februarie 2009, la Wayback Machine.

## Lucrări în colecții publice / private
Austria, Arabia Saudită, Spania, Canada, China, Elveția, Federația Rusă, Franța, Germania, Israel, Italia, Moldova, Olanda, România, SUA, Turcia, Ucraina, Ungaria.
- Juan Antonio Samaranch (Huan Antonio Samaran; 17. julie 1920. Barcelona, Spania) - Președintele Comitetului Olimpic Internațional (IOC) 1980 - 2001